# Chhurim
Chhurim est une alpiniste népalaise et la première femme à gravir l'Everest deux fois dans la même semaine, un exploit qui a été vérifié par le Livre Guinness des records en 2013,. Elle a accompli cet exploit en 2012, et a réussi l'ascension de l'Everest le 12 mai et le 19 mai de cette année.

« Les gens ont établi différents types de records d'ascension de l'Everest. Mais personne n'a gravi l'Everest deux fois en une semaine. Donc, je viens de le gravir avec la seule motivation d'établir un record du monde. »

Chhurim est une Sherpa de Taplejung dans l'est du Népal. Comme la plupart des Sherpas, elle est appelée seulement par un prénom (pas de nom de famille) ; elle est parfois dénommée « Chhurim Sherpa ».